# Video Acceleration API

Video Acceleration API (VA API)

Video Acceleration API (abrégé en VA API, VA-API ou VAAPI) est une bibliothèque open source (libVA) et une interface de programmation qui visent à permettre le rendu vidéo par le processeur graphique sur les systèmes dérivés d'UNIX (comme Linux ou FreeBSD) utilisant X Window System. Wayland est pris en charge à partir de la version 1.1.0.
Conçue initialement par Intel pour ses propres processeurs graphiques de série GMA (puis HD Graphics), elle est librement implémentable par tout fabricant. Cependant, Nvidia et AMD ont chacun leur propre solution, respectivement Video Decode and Presentation API for Unix (VDPAU) et X-Video Bitstream Acceleration (XvBA).
Le décodage est la partie la plus fréquemment prise en charge, mais le codage est aussi possible (par exemple avec les processeurs Intel de la famille Sandy Bridge). Techniquement le codage serait également possible sur les SoC Atom E6xx.
VA-API se veut le successeur de XvMC en gérant notamment, outre la compensation de mouvement (motion compensation) et l'inverse de la transformée en cosinus discrète (inverse discrete cosine transform, ou IDCT), les procédés suivants : Variable Length Decoding (VLD) : CABAC et CAVLC, Inverse Transform (IT) et In-Loop Deblocking (ILDB).

## Implémentation

### Codecs supportés
Tous les codecs ne sont pas actuellement pris en charge. Citons : MPEG-2, MPEG-4 ASP/H.263, MPEG-4 AVC/H.264 et  VC-1/VMW3 (suivant les implémentations).

### Logiciels supportés
Liste non exhaustive :
- Gnash, à partir de la version 0.8.8, à la suite du travail de Gwenolé Beauchesne pour la société Splitted-Desktop Systems[6],[7]
- VLC media player, à partir de la version 1.1.0[8]
- MythTV, à partir de la version 0.25[9]
- Mpv, un fork de MPlayer
- GStreamer, à partir de la version 1.2 (via la bibliothèque gstreamer-vaapi[10] en version 0.5.7 ou supérieure)[11]
- La version GNU/Linux de Firefox en environnement Wayland (à partir de la version 75 pour H264 et de la version 76 pour VP9)[12]

Le logiciel MPlayer ne supporte pas VA-API dans sa version officielle, mais une version développée par Gwenolé Beauchesne pour la société Splitted-Desktop Systems existe à cet effet.

### Processeurs graphiques supportés

#### Processeurs Intel
Les puces conçues par Intel en interne (nom de code « Gen ») bénéficient de pilotes libres alors que les puces produites sous licence d'Imagination Technologies (PowerVR) n'en bénéficient pas.

##### Avec des pilotes libres
Sous Linux, les puces Intel G45/GM45 ou supérieures supportent VA-API, soit :
- pour le décodage MPEG2 et H.264/AVC :
  - Intel GMA X4500HD utilisé dans les chipsets G45,
  - Intel GMA 3150 utilisés avec les processeurs Atom N450/D410/D450 (plate-forme Pine Trail),
  - Intel HD Graphics présents dans les processeurs Intel Core i7/i5/i3 de 1re génération (famille Clarkdale).
- pour le décodage MPEG2 et H.264/AVC, mais aussi VC-1 et l'encodage H.264/AVC :
  - Intel HD Graphics 2000/3000 présents dans les processeurs Intel Core i7/i5/i3 de 2e génération (famille Sandy Bridge).
- pour le décodage MPEG2, H.264/AVC, VC-1 et l'encodage H.264/AVC mais aussi MPEG2 :
  - Intel HD Graphics présents dans les processeurs Intel Core i7/i5/i3 de 3e génération (famille Ivy Bridge) et suivants.

À noter que certains processeurs Sandy Bridge, ainsi que les processeurs de générations suivantes, embarquent un circuit dédié à l'encodage/décodage nommé Quick Sync Video. Pour ces processeurs, VA-API sait s'appuyer à la fois sur les unités Quick Sync Video et les shaders.

##### Avec des pilotes non libres
Intel GMA 500 (Poulsbo) supporte VA-API via son pilote non-libre. À noter que le GMA 500 a été le premier processeur graphique à supporter VA-API.
Les SoC Atom E6xx sont également supportés, mais un composant logiciel non-libre Intel, Media Infrastructure Accelerator (MI-X), peut être nécessaire.

#### Processeurs Nvidia et AMD
Le support n'est pas le même suivant que l'on utilise les pilotes libres ou non-libres. 

##### Avec les pilotes non-libres
libVA a été modifiée pour pouvoir tirer avantage des pilotes compatibles VDPAU ou XvBA,. 
Supportent VDPAU/XvBA (et donc incidemment VA-API) :
- les cartes Nvidia les plus récentes (à partir de la série GeForce 8) fonctionnant avec les pilotes non-libres qui utilisent à cet effet le circuit PureVideo dédié,
- les cartes AMD les plus récentes (Radeon HD) fonctionnant avec les pilotes non-libres (Catalyst) qui utilisent à cet effet le circuit Unified Video Decoder (en) (UVD) dédié,

##### Avec les pilotes libres
Un backend VA-API pour Gallium3D avait été initié mais il a été retiré de Mesa en attendant d'être éventuellement complété.